# Складчастість постумна
Складчастість постумна (рос. складчатость постумная, англ. posthumous folding; нім. posthume Faltung f) – складчастість гірських порід, яка виникає в результаті постумних (спадкових) рухів. 
Від латинського postumus – останній, той, що народився останнім. 

## Різновиди складчастості
| - Атектонічна складчастість - Складчастість платформна - Складчастість течії - Складчастість діапірова - Складчастість гравітаційна - Складчастість брилова - Складчастість голоморфна - Складчастість ідіоморфна - Складчастість дисгармонійна - Складчастість нагнітання - Кулісоподібна складчастість | - Складчастість куполоподібна - Складчастість успадкована - Складчастість конседиментаційна - Кулісоподібна складчастість - Складчастість паралельна - Складчастість накладена - Складчастість головна - Складчастість поперечна - Складчастість проміжна - Складчастість консеквентна - Складчастість бокового тиску |